# Campionato di calcio delle isole Shetland
Campionato di calcio delle isole Shetland è una competizione giocata in tempi recenti dal 1975 al 1992.
Al 1887 si fa risalire la prima volta che si giocò a calcio nelle isole Shetland, anno in cui nacque il club Shetland Isles Football Association. Da allora fino agli anni '70 del '900 furono giocate solo partite amichevoli, finché nel 1975 fu disputato il primo campionato nelle stesse isole. Nel 1992 questo campionato si estinse, e i club dell'isola furono obbligati a giocare nel campionato scozzese.

## Albo d'oro
| Stagione | Vincitore | Secondo posto | Terzo posto |
| 1975     | Skalloway | Sconosciuto   | Sconosciuto |
| 1976     | Spurs     | Sconosciuto   | Sconosciuto |
| 1977     | Skalloway | Sconosciuto   | Sconosciuto |
| 1978     | Whitedale | Sconosciuto   | Sconosciuto |
| 1979     | Whitedale | Sconosciuto   | Sconosciuto |
| 1980     | Toft      | Sconosciuto   | Sconosciuto |
| 1981     | Whitedale | Sconosciuto   | Sconosciuto |
| 1982     | Whitedale | Sconosciuto   | Sconosciuto |
| 1983     | Whitedale | Sconosciuto   | Sconosciuto |
| 1984     | Spurs     | Sconosciuto   | Sconosciuto |
| 1985     | Thistle   | Sconosciuto   | Sconosciuto |
| 1986     | Whitedale | Sconosciuto   | Sconosciuto |
| 1987     | Whitedale | Sconosciuto   | Sconosciuto |
| 1988     | Spurs     | Sconosciuto   | Sconosciuto |
| 1989     | Spurs     | Sconosciuto   | Sconosciuto |
| 1990     | Whitedale | Sconosciuto   | Sconosciuto |
| 1991     | Spurs     | Sconosciuto   | Sconosciuto |
| 1992     | Thistle   | Sconosciuto   | Sconosciuto |